# Championnat de république démocratique du Congo de football 2015-2016
Navigation
Saison précédente Saison suivante
La saison 2015-2016 du Championnat de république démocratique du Congo de football est la cinquante-neuvième édition de la première division en république démocratique du Congo, la Ligue Nationale de Football. La compétition rassemble les meilleures formations du pays et se déroule en deux phases :
- la saison régulière avec deux poules de dix équipes et une poule de huit équipes qui se rencontrent à deux reprises. Les trois premiers de chaque poule à dix équipes et deux premiers de la poule à huit équipes sont qualifiés pour la seconde phase et les deux dernières équipes sont reléguées.
- la seconde phase rassemble les huit équipes qualifiées, qui s'affrontent en matchs aller-retour pour déterminer le club champion.

C'est le club du Tout Puissant Mazembe qui est sacré cette saison après avoir terminé en tête de la poule pour le titre, avec cinq points d'avance sur le tenant du titre, l'AS Vita Club et six sur le SM Sanga Balende. Il s'agit du quinzième titre de champion de république démocratique du Congo de l'histoire du club.

## Les clubs participants
Groupe A
- AS Bantous
- CS Don Bosco
- JS Groupe Bazano
- Lubumbashi Sport
- New Soger - Promu de D2
- FC Océan Pacifique - Promu de D2
- FC Saint Eloi Lupopo
- SM Sanga Balende
- TP Mazembe
- US Tshinkunku

Groupe B
- AC Capaco
- AS Dauphins Noirs
- CS El Dorado - Promu de D2
- CS Makiso
- OC Muungano
- AS Nika
- AC Nkoy Bilombe - Promu de D2
- US Socozaki - Promu de D2

Groupe C
- AS Dragons Bilima - Promu de D2
- RC Kinshasa
- FC MK Etanchéité
- DC Motema Pembe
- FC Nord Sport - Promu de D2
- AS Rojolu
- Sharks XI FC
- TC Elima
- AS Vita Club
- AS Vutuka - Promu de D2

## Compétition
Le barème utilisé pour le classement est le suivant :
- Victoire : 3 points
- Match nul : 1 point
- Défaite, abandon ou forfait : 0 point

### Première phase
| Rang | Équipe              | Pts | J  | G  | N | P  | Bp | Bc | Diff |
| ---- | ------------------- | --- | -- | -- | - | -- | -- | -- | ---- |
| 1    | TP Mazembe          | 42  | 18 | 12 | 6 | 0  | 44 | 7  | +37  |
| 2    | SM Sanga Balende    | 41  | 18 | 12 | 5 | 1  | 23 | 6  | +17  |
| 3    | St Eloi LupopoC     | 37  | 18 | 10 | 7 | 1  | 30 | 8  | +22  |
| 4    | CS Don Bosco        | 27  | 18 | 7  | 6 | 5  | 25 | 14 | +11  |
| 5    | Lubumbashi Sport    | 23  | 18 | 6  | 5 | 7  | 15 | 21 | -6   |
| 6    | JS Groupe Bazano    | 18  | 17 | 4  | 6 | 7  | 15 | 29 | -14  |
| 7    | FC Océan PacifiqueP | 15  | 18 | 4  | 3 | 11 | 14 | 33 | -19  |
| 8    | New SogerP          | 13  | 17 | 2  | 7 | 8  | 7  | 24 | -17  |
| 9    | US Tshinkunku-3     | 11  | 17 | 4  | 2 | 11 | 6  | 27 | -21  |
| 10   | AS Bantous          | 8   | 17 | 1  | 5 | 11 | 6  | 26 | -20  |

| Rang | Équipe            | Pts | J  | G | N | P | Bp | Bc | Diff |
| ---- | ----------------- | --- | -- | - | - | - | -- | -- | ---- |
| 1    | OC Muungano       | 26  | 14 | 8 | 2 | 4 | 23 | 12 | +11  |
| 2    | AS Dauphins Noirs | 26  | 14 | 7 | 5 | 2 | 19 | 8  | +11  |
| 3    | AC Capaco         | 20  | 12 | 5 | 5 | 2 | 13 | 9  | +4   |
| 4    | AC Nkoy BilombeP  | 15  | 13 | 4 | 3 | 6 | 6  | 15 | -9   |
| 5    | CS El DoradoP     | 14  | 13 | 3 | 5 | 5 | 13 | 14 | -1   |
| 6    | AS Nika           | 12  | 12 | 3 | 3 | 6 | 9  | 17 | -8   |
| 7    | CS Makiso         | 12  | 11 | 3 | 3 | 5 | 8  | 17 | -9   |
| 8    | US SocozakiP      | 10  | 13 | 2 | 4 | 7 | 13 | 18 | -5   |

| Rang | Équipe             | Pts | J  | G  | N | P  | Bp | Bc | Diff |
| ---- | ------------------ | --- | -- | -- | - | -- | -- | -- | ---- |
| 1    | AS Vita ClubT      | 45  | 18 | 14 | 3 | 1  | 38 | 6  | +32  |
| 2    | DC Motema Pembe    | 38  | 18 | 11 | 5 | 2  | 30 | 12 | +18  |
| 3    | Sharks XI FC       | 38  | 18 | 11 | 5 | 2  | 24 | 11 | +13  |
| 4    | RC Kinshasa        | 24  | 18 | 6  | 6 | 6  | 15 | 15 | 0    |
| 5    | FC MK Etanchéité   | 23  | 18 | 6  | 5 | 7  | 18 | 19 | -1   |
| 6    | AS Rojolu          | 19  | 18 | 4  | 7 | 7  | 17 | 26 | -9   |
| 7    | AS Dragons BilimaP | 17  | 16 | 4  | 5 | 7  | 17 | 23 | -6   |
| 8    | FC Nord SportP     | 16  | 17 | 4  | 4 | 9  | 15 | 28 | -13  |
| 9    | TC Elima           | 12  | 15 | 3  | 3 | 9  | 10 | 22 | -12  |
| 10   | AS VutukaP         | 4   | 16 | 1  | 1 | 14 | 6  | 28 | -22  |

|  | Qualification pour la seconde phase |
|  | Relégation en deuxième division     |

### Seconde phase
| Rang | Équipe            | Pts | J  | G  | N | P  | Bp | Bc | Diff |
| ---- | ----------------- | --- | -- | -- | - | -- | -- | -- | ---- |
| 1    | TP Mazembe        | 34  | 14 | 10 | 4 | 0  | 27 | 4  | +23  |
| 2    | AS Vita ClubT     | 29  | 14 | 8  | 5 | 1  | 23 | 6  | +17  |
| 3    | SM Sanga Balende  | 28  | 14 | 8  | 4 | 2  | 26 | 7  | +19  |
| 4    | DC Motema Pembe   | 21  | 14 | 6  | 3 | 5  | 16 | 19 | -3   |
| 5    | Sharks XI FC      | 18  | 14 | 5  | 3 | 6  | 18 | 15 | +3   |
| 6    | AS Dauphins Noirs | 12  | 14 | 2  | 6 | 6  | 10 | 23 | -13  |
| 7    | St Eloi Lupopo    | 9   | 14 | 2  | 3 | 9  | 8  | 21 | -13  |
| 8    | OC Muungano       | 2   | 14 | 0  | 2 | 12 | 3  | 36 | -33  |

|  | Qualification pour la Ligue des champions de la CAF 2017 |
|  | Qualification pour la Coupe de la confédération 2017     |

## Statistiques

### Meilleurs buteurs
Le tableau suivant liste les joueurs selon le classement des buteurs :
| Rang | Joueur          | Club         | Buts |
| ---- | --------------- | ------------ | ---- |
| 1    | Chavda Maïsha   | Sharks XI FC | 12   |
| 2    | Kévin Parsemain | DCMP Imana   | 10   |
| 3    | Richard Kule    | AS Vita Club | 9    |

## Bilan de la saison
| Championnat de république démocratique du Congo de football 2015-2016                        | |
| Champion                                                                                     | TP Mazembe (15e titre) |
| Coupes et trophées                                                                           | |
| Vainqueur de la Coupe de république démocratique du Congo 2015-2016                          | FC Renaissance du Congo (D2) |
| Qualifications continentales                                                                 | |
| Ligue des champions de la CAF 2017                                                           | TP Mazembe |
| Ligue des champions de la CAF 2017                                                           | AS Vita Club |
| Coupe de la confédération 2017                                                               | SM Sanga Balende |
| Coupe de la confédération 2017                                                               | FC Renaissance du Congo |
| Promotions et relégations                                                                    | |
| Promus en Linafoot                                                                           | OC Bukavu Dawa Daring Club Virunga AS Nika Kasongo FC Renaissance du Congo Association sportive Veti Club AS Ndombe AC Dibumba FC Simba Kamikaze |
| Relégués en Championnat de république démocratique du Congo de football de deuxième division | US Tshinkunku AS Bantous CS Makiso US Socozaki TC Elima AS Vutuka FC Nord Sport AS Nika Kisangani                                                |

## Distribution et Animation
le Championnat de la république démocratique du Congo de football de la saison 2015-2016 est diffusé à la télévision par les chaînes suivantes :
- RTNC
- Digital Congo TV

Les Commentataires choisi sont:
- François Kabulo (RTNC)
- Fwasa Tumbisa (RTNC)
- Coach Guillaume Ilunga (RTNC)
- David Ndala (Digital Congo RTV)